# زلزال غواتيمالا 2022
زلزال غواتيمالا 2022 وقع الزلزال في الصباح الباكر من يوم 16 فبراير 2022 في المناطق الجنوبية من غواتيمالا. قاس الزلزال شدة لحظة 6.2 ووصل إلى ذروة شدة VI (قوي) على مقياس ميركالي المعدل. كان الضرر واسع الانتشار ولكن خفيفًا في وحول العاصمة غواتيمالا سيتي، مما أدى في الغالب إلى تشقق الجدران والانهيارات الصخرية.
تسبب الزلزال في أضرار في سبع مقاطعات في البلاد. وألحق الضرر أو دمر 39 منزلاً ومبنى في العاصمة غواتيمالا سيتي وما حولها، وتسبب في انهيارات أرضية متعددة أغلقت الطرق بالقرب من الجبال. أصيب ثلاثة أشخاص بنوبات قلبية قاتلة، واحد في ميكسكو وكيتزالتينانغو وباجا فيراباز، بينما أصيب شخصان أحدهما قاصر.